# Poecilopsis alba
Poecilopsis alba är en fjärilsart som beskrevs av Bretschneider 1953. Poecilopsis alba ingår i släktet Poecilopsis och familjen mätare. Inga underarter finns listade i Catalogue of Life.